# 星狀病毒科
星狀病毒科（學名：Astroviridae）是一種感染哺乳類及鳥類的病毒，它的基因體是不分節，正股的RNA，它沒有套膜且蛋白殼體為正20面體，星狀病毒科為比較新發現之病毒科，主要造成腹瀉、下腹痛等症狀，星狀病毒科主要是藉由水及飲食傳播。

## 分類
- 哺乳動物星狀病毒屬（Mamastrovirus） - 代表種：人類星狀病毒（Human astrovirus）
- 禽星狀病毒屬（Avastrovirus）- 代表種：火雞星狀病毒（Turkey astrovirus）

2012国际病毒分类委员会ICTV最新报告将哺乳动物星状病毒属分为19个种，Mamastrovirus 1--19；禽星状病毒属分为3个种，Avastrovirus 1--3。